# Palisades (album)
Palisades è il terzo ed eponimo album in studio del gruppo musicale statunitense Palisades, pubblicato nel 2017.

## Tracce
1. Aggression – 3:33
2. Cold Heart (Warm Blood) – 3:05
3. Better Chemicals – 3:06
4. Fall – 3:51
5. Let Down – 3:37
6. Dark – 3:21
7. Through Hell – 4:36
8. Memories – 3:51
9. Hard Feelings – 3:47
10. Dancing with Demons – 3:10
11. Personal – 3:21

## Formazione
- Louis Miceli – voce
- Xavier Adames – chitarra, cori
- Matthew Marshall – chitarra
- Brandon Elgar – basso, cori, voce
- Aaron Rosa – batteria, percussioni
- Christian "DJ" Graves" Mochizuki – turntables, sampling, tastiera, sintetizzatore, programmazioni